# Neerstalle
Neerstalle est un quartier des communes belges de Uccle et Forest dans la Région de Bruxelles-Capitale. Neerstalle  est situé sur la frontière entre les deux municipalités dans le nord-ouest de Uccle et le sud de Forest. Au sud-est de Neerstalle se trouve le quartier de Stalle. Il s'agit d'une dépendance historique de la ville d'Uccle depuis la formation du royaume de Belgique.

## Histoire
C'était autrefois un hameau sur le Geleytsbeek, dans la seigneurie de Stalle. Le hameau et l'ancienne seigneurie porte le nom néerlandophone de "Stalle inférieur".
Au XIXe siècle et surtout du XXe siècle, cette zone anciennement rurale est devenue très urbanisée.

## Sport
Dans le quartier se trouve le Complexe de Neerstalle, un complexe sportif où on peut jouer divers sports et plusieurs associations y sont actives, y compris l'ancien club de football de Léopold Uccle FC.